# Parque de la Trinidad
El parque de la Trinidad (en catalán: Parc de la Trinitat) se encuentra en el Distrito de Sant Andreu de Barcelona, al lado de la estación de Metro de Trinitat Vella y dentro del espacio formado por el nudo de la Trinidad, un importante eje viario que conecta la Ronda de Dalt con la del Litoral, limítrofe al municipio de Santa Coloma de Gramanet. Fue creado por Enric Batlle y Joan Roig en 1993.

## Descripción

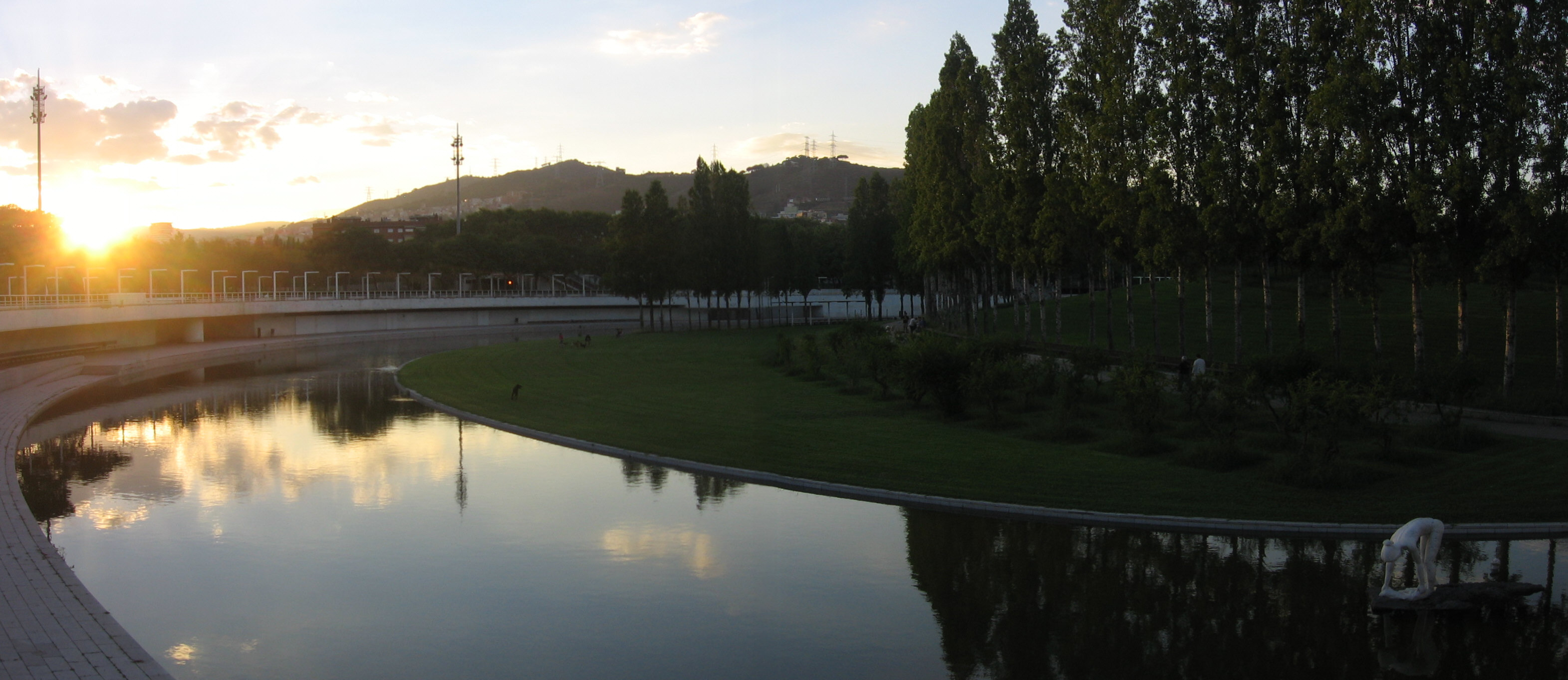
Panorámica del parque.

El parque tiene forma circular, debido al espacio formado por el nudo de la Trinidad. Con 14 000 árboles, la creación del parque colocó al distrito de Sant Andreu en el quinto lugar en número de árboles por distritos de la ciudad. En el centro del parque se alza una colina poblada de árboles, pensada para amortiguar el ruido del tráfico. A sus pies, descansa un lago de 245 m de longitud, de forma semicircular, que en sus inicios era navegable, aunque actualmente ya no dispone de barcas. Del lago sobresale la escultura Mujer bañándose, de Rafael Lozano Bartolozzi, mientras que en la zona boscosa figura el friso escultórico Caballos desbocados, de Joaquim Ros i Sabaté. Hay también un anfiteatro para 500 personas, un huerto urbano, zona de pícnic con barbacoas, bar, zonas deportivas, área infantil, una pista de automodelismo y baños.

## Vegetación
El parque cuenta con grandes praderas de césped, así como diversas especies vegetales entre las que destacan: el chopo (Populus alba), el chopo lombardo (Populus nigra italica), el olivo (Olea europaea), el aligustre (Ligustrum lucidum variegata), el ciruelo rojo (Prunus cerasifera atropurpurea), la fitolaca (Phytolacca dioica), la acacia (Robinia pseudoacacia), el platanero (Platanus × hispanica), el ciprés de Leyland (Cupressocyparis X leylandii), etc.

## Galería

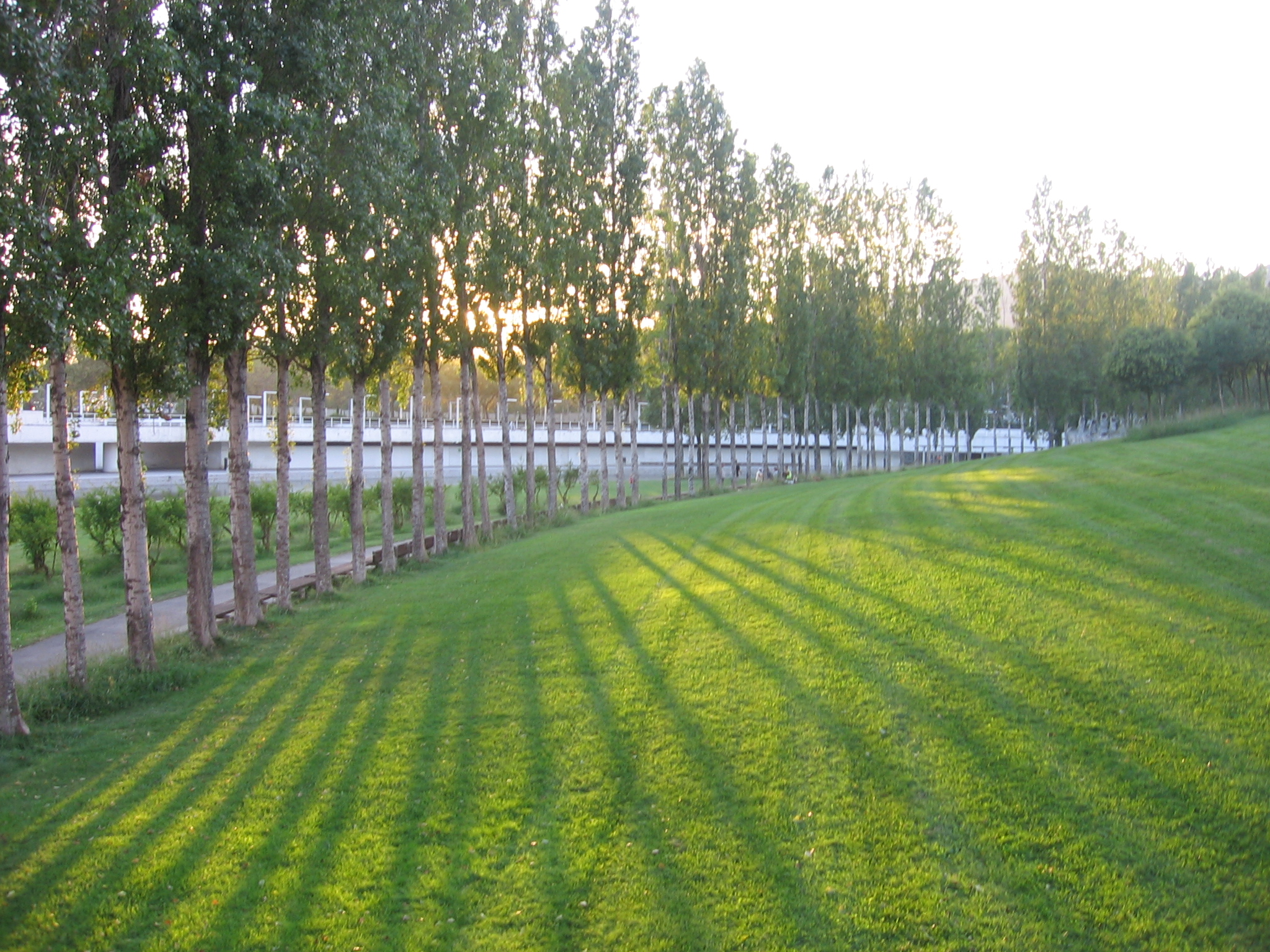
Bosque de chopos.
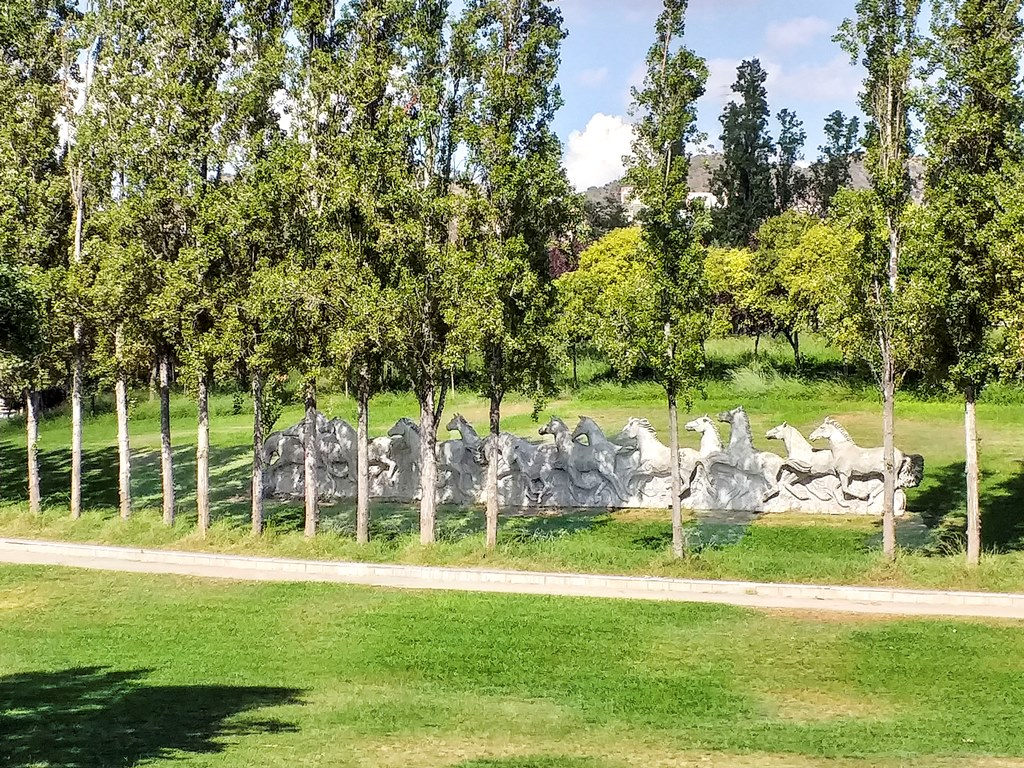
Caballos desbocados, de Joaquim Ros i Sabaté.
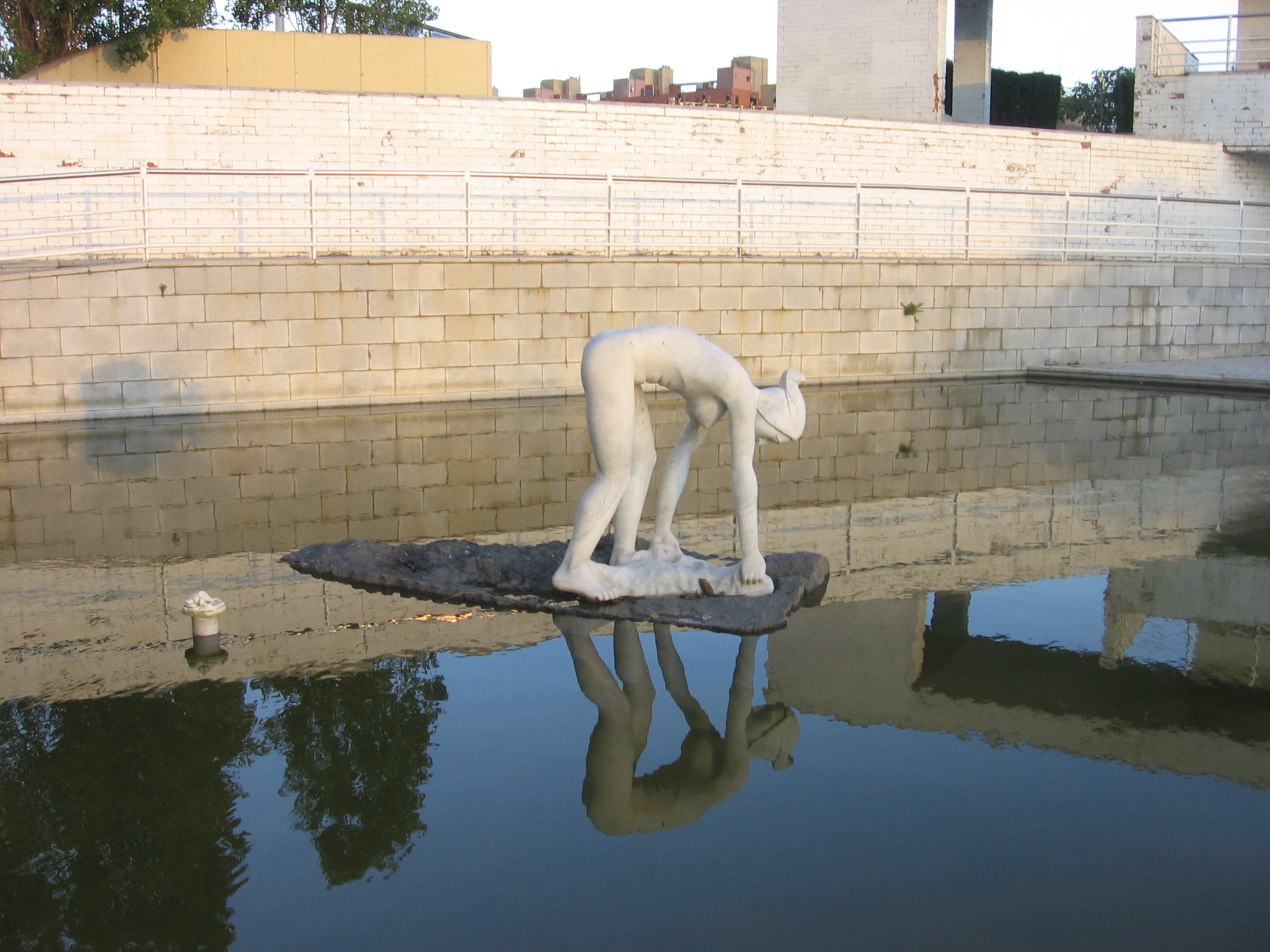
Mujer bañándose, de Rafael Lozano Bartolozzi.